# Balenciaga
Balenciaga — французько-іспанський престижний дім моди, заснований у 1919 році іспанським дизайнером Крістобалем Баленсьяга в Сан-Себастьяні, Іспанія. Нині базується в Парижі.
Крістобаль Баленсьяга мав репутацію кутюр'є безкомпромісних стандартів, а Крістіан Діор називав його «найкращим майстром серед усіх нас». Його об'ємні спідниці та жіночні «модерністські» силуети стали фірмовими знаками дому.
Balenciaga припинив роботу в 1972 році зі смертю засновника, проте відновив свою діяльність з новим власником у 1986 році. Нині бренд належить групі компаній Kering.

## Бренд сьогодні
5 листопада 2012 року компанія Balenciaga оголосила про прощання з креативним директором Ніколя Гесквейра, який завершив свій 15-річний шлях у них. Бренд оголосив Александра Вонга своїм новим креативним директором. Вонг представив свою першу колекцію 28 лютого 2013 року на Паризькому тижні моди.
30 липня 2015 року компанія Balenciaga оголосила про звільнення креативного директора Александра Вонга після трьох років співпраці. Останньою його лінійкою вбрання стала весняно-літня колекція 2016 року, де був представлений білий домашній одяг з м'яких натуральних тканин. На початку жовтня бренд оголосив Демну Гвасалію новим креативним директором.

### Підтримка України
У березні 2022 року під час тижня моди в Парижі бренд висловив свою підтримку Україні, яка сильно постраждала від російського вторгнення. Гостям роздали футболки жовто-блакитного кольору, а на початку та в кінці показу креативний директор Balenciaga Демна Гвасалія декламував вірш Олександра Олеся «Живи Україно, живи для краси». Він зазначив, що це шоу не потребує пояснень, адже це присвята «безстрашності, опору й перемозі любові та світу».